# Constantin Noe

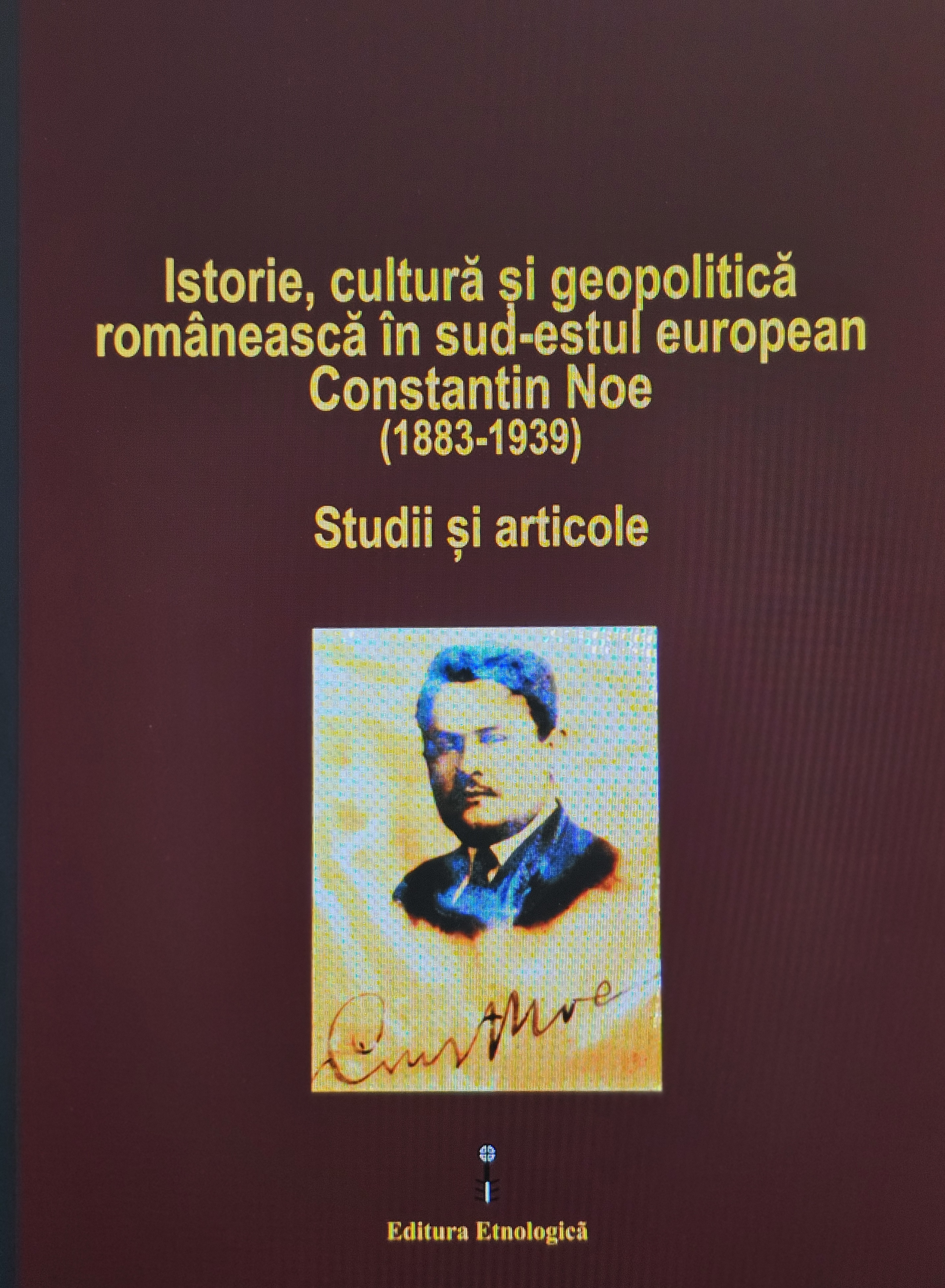
Coperta cărții dedicate lui Constantin Noe (realizare grafică E. Țîrcomnicu)

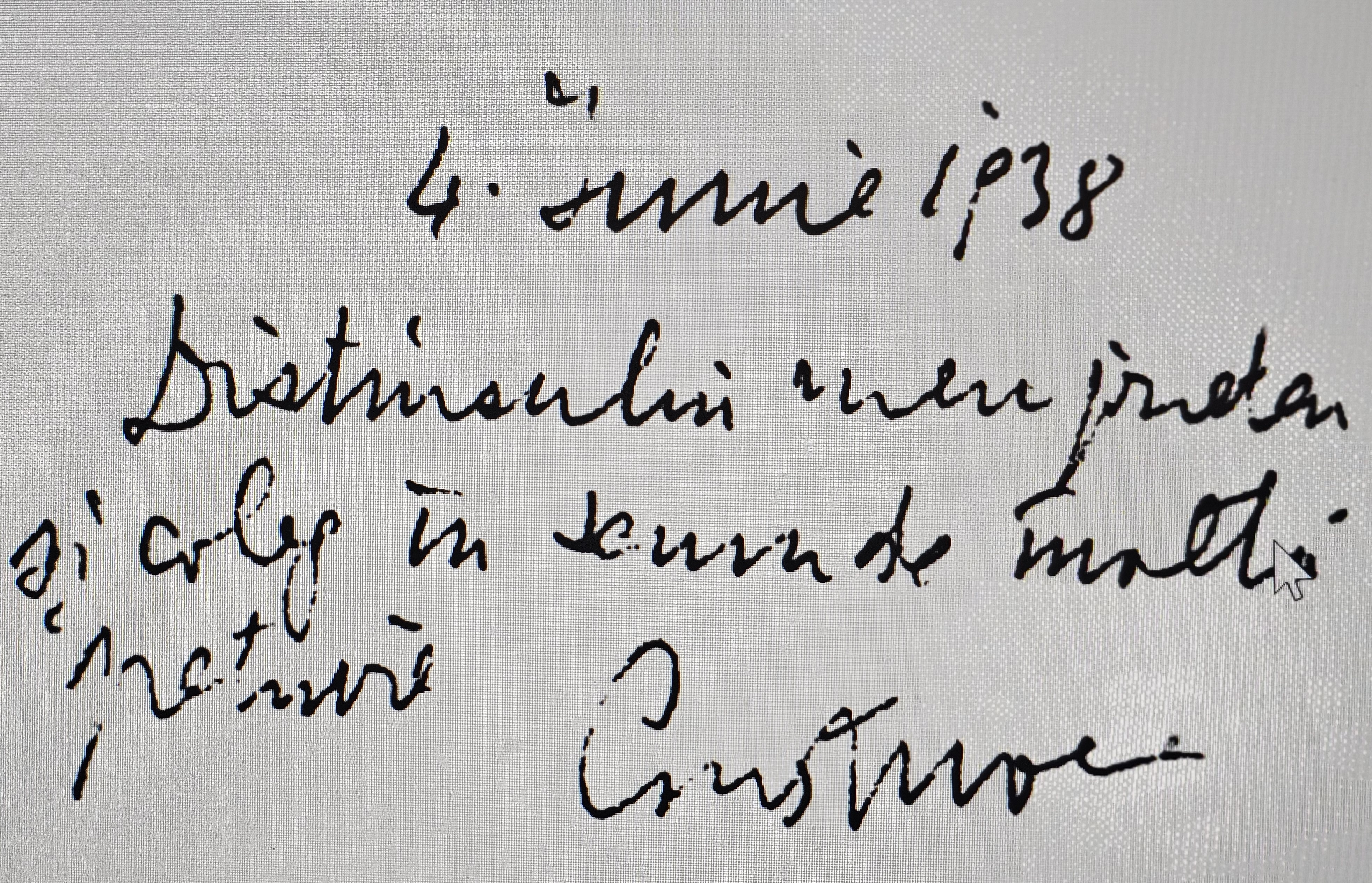
Dedicație cu semnătura olografă a lui Constantin Noe, pe o carte de autor (document furnizat de E. Țîrcomnicu)

Constantin Noe (n. 1883, Lugunța, Macedonia și Tracia⁠(d), Grecia – d. 6 iunie 1939, București, România), de origine meglenoromână, a fost un publicist, istoric, profesor și om politic, senator și deputat, stabilit în România.
A fost căsătorit cu Maria Noe și a avut trei fiice. 
Este înmormântat în cimitirul Reînvierea din București.  

## Biografie

### Formarea profesională
S-a născut în anul 1883 în satul meglenoromân Lagkadia (Lundzini în meglenoromână), care făcea parte atunci din Imperiul Otoman, iar astăzi din Grecia. A fost unul dintre cei mai buni elevi ai Liceului Românesc din Bitola, ale cărui cursuri le-a absolvit în anul 1903. În același an, Noe a devenit învățător la mai multe școli românești din regiunea Meglenului  și una dintre personalitățile principale ale mișcării naționale meglenoromâne.
Noe i-a succedat lui Gona Meghea⁠(d) ca profesor de română în satul meglenoromân Liumnița. La începutul anului 1903, a sosit în sat o unitate militară otomană care a ocupat clădirea școlii grecești. Astfel, în școala românească s-au adunat peste 100 de elevi. După trei luni, numărul băieților și fetelor din școala românească a devenit atât de mare încât a fost trimis un al doilea învățător, N. Theohareanu, ulterior învățător în Crușova. Creșterea interesului meglenoromânilor pentru educația în limba maternă l-a făcut pe mitropolitul grec Ioanichie al Meglenei⁠(d) să anunțe autoritățile că Noe a incitat la revoltă cu ocazia unei serbări școlare, așa că Noe a fost arestat și interogat, dar a fost eliberat în luna iunie. La începutul anului următor, școala românească s-a redeschis ca școală comunală, după retragerea armatei. Preoții din comună au început să slujească în limba română.
În noiembrie 1904, însă, un detașament bulgar s-a ciocnit cu trupele otomane între Oșani și Liumnița și câțiva soldați au fost uciși, iar restul s-au predat și au fost luați prizonieri. Acest conflict militar le-a oferit grecilor ocazia pentru defăimarea conducătorilor români din cele două sate și pentru acuzarea lor de activitate revoluționară. Cei doi învățători au fost arestați, împreună cu Gona Meghea, preoții și toți românii de seamă din Liumnița și Oșani. După interogatoriu, câțiva dintre ei au fost achitați, dar majoritatea, inclusiv Noe, au fost ținuți în închisoare timp de opt luni. În 1907, Noe și alți câțiva dintre colegii săi au fost arestați și condamnați la patru luni de închisoare sub pretextul că au folosit cărți neaprobate de Direcția Generală a Învățământului a vilayetului Salonic al Imperiului Otoman în școlile în care au predat.

### Emigrarea în România
După ce a fost eliberat, Noe a venit în România și a lucrat ca secretar al Muzeului Național de Antichități din București din 1907 până în 1911. În timpul șederii sale la București, a fost timp de aproape doi ani redactor al ziarului Românul de la Pind. În anul 1909 Noe a primit o bursă la Facultatea de Litere a Universității din București, obținând patru ani mai târziu o diplomă de licență în istorie și geografie. În 1913, Liga pentru Unitatea Culturală a tuturor Românilor a publicat memoriul său în limba franceză Les roumains koutzo‑valaques. Les populations macedonnienes et la crise balkanique („Românii cuțovlahi. Populațiile macedonene și criza balcanică”), în care a susținut înființarea unui stat independent albanezo–„român” (acest termen se referea de fapt la aromâni) în Balcani după modelul federal al Elveției.
În 1913, Noe a luptat în cel de-al Doilea Război Balcanic în cadrul Batalionului 7 Vânători al Forțelor Terestre Române și a fost decorat cu Medalia „Avântul Țării”. Ulterior, a fost chemat la Arad de Vasile Goldiș și a plecat în provincia Transilvania, care făcea parte atunci din Austro-Ungaria, unde a colaborat cu personalități importante ale mișcării naționale românești din regiune, printre care Goldiș și Ștefan Cicio Pop. Noe a desfășurat o activitate publicistică în Transilvania și a publicat în ziarele Românul din Arad și Transilvania din Sibiu, iar în 1916 a devenit redactor al ziarului de limbă franceză Journal des Balkans.
Noe a ajuns în anul 1918 în orașul Chișinău din Basarabia, care făcea parte atunci din Republica Democratică Moldovenească. La sfârșitul lunii ianuarie 1918, împreună cu Epaminonda Balamace, în calitate de reprezentant al macedoromânilor, a semnat o declarație a intelectualilor români din exil, prin care se cerea unirea tuturor teritoriilor locuite de români. În februarie 1918 a fost unul dintre inițiatorii înființării Universității Naționale din Chișinău, unde a predat. El s-a numărat printre redactorii primului număr al ziarului România Nouă⁠(d), iar ulterior, din primăvara anului 1918, a fost și secretar de redacție al cotidianului Sfatul Țării, unde a lucrat aproape doi ani. În cursul aceluiași an Basarabia s-a unit cu România, iar Noe a primit Medalia pentru bărbăție și credință pentru eforturile sale prounioniste și antibolșevice. În octombrie 1918 a intrat în Comitetul pentru Unirea Tuturor Românilor, condus de Pantelimon Halippa. La 10 iulie 1919, Noe, împreună cu Epaminonda Balamace și Gheorghe Mecu, a înființat librăria și editura Glasul Țării din Chișinău, iar la 1 noiembrie 1920 a înființat cotidianul Dreptatea, pe care l-a condus împreună cu Hr. Dăscălescu.

### Activitatea politică
Noe a revenit la București în anul 1924 și a lucrat mai întâi ca profesor de istorie la Liceul „Gheorghe Lazăr”, apoi la Liceul „Spiru Haret”, Liceul „Sfântul Sava” și Liceul „Mihai Eminescu”⁠(d), iar, din 1929, la Liceul „Mihai Viteazu”. A fost numit ca profesor definitiv la Liceul „Mihai Viteazu” în 1931 și și-a desfășurat activitatea la acest liceu până la 6 iunie 1939, când a murit.
Noe a fost o personalitate importantă a comunității aromânilor și meglenoromânilor în calitate de președinte al Societății Culturale Meglenia și secretar al Societății de Cultură Macedo-Română. A jucat un rol esențial în emigrarea în România a meglenoromânilor, precum și a aromânilor din satele aflate în apropierea așezărilor meglenoromâne, care a avut loc în principal între anii 1923 și 1925. Această migrație a fost atât o consecință a diferitelor războaie (Războaiele Balcanice și Primul Război Mondial) care au devastat regiunea Balcanilor, cât și a ocupării satelor meglenoromâne de către forțele militare ale statelor ostile mișcării naționale meglenoromâne, precum Grecia. Noe a militat, împreună cu Steriu Hagigogu, Vasile Muși și Gheorghe Celea, pentru colonizarea Cadrilaterului cu aromâni și meglenoromâni.
S-a implicat în politică în perioada interbelică și în calitate de senator și deputat a inițiat numeroase acțiuni în sprijinul coloniștilor aromâni și meglenoromâni din județele Durostor și Caliacra din sudul Dobrogei, precum și pentru apărarea identității românești a aromânilor care trăiau în Grecia, Serbia, Albania și Bulgaria. A fost, de asemenea, membru al elitei Școlii de Sociologie de la București, conduse de Dimitrie Gusti, și a colaborat la revista Sociologie Românească a Institutului Social Român, Secția Sociologie.

## Scrieri

### Articole
- „Istoricul școalelor a trei comune din Meglenia”, în Mihail-Virgiliu Cordescu, Istoria școalelor române din Turcia, Sofia și Turtucaia din Bulgaria și al seminariilor de limba română din Lipsca, Viena și Berlin: 1866–1906, Tipografia Curții Regale, F. Göbl Fii, București, 1906, pp. 334–344;
- „Meglenia – un ținut fermecător”, fragment dintr-o conferință ținută la Soc. „Meglenia” și publicată în Tribuna românilor de peste hotare, anul II, nr. 1-2, 1925;
- „Celnicii și fâlcarea. O instituție milenară a Aromânilor nomazi”, în revista Sociologie Românească, București, anul III (1938), nr. 1–3, pp. 18–23;
- „Colonizarea Cadrilaterului”, în revista Sociologie Românească, București, anul III (1938), nr. 4–6, pp. 119–159;
- „Lămuriri în legătură cu un Răspuns”, în revista Sociologie Românească, București, anul IV (1939), nr. 1–3, pp. 99–105.
- „O discuție în jurul Aromânilor”, în revista Sociologie Românească, București, anul IV (1939), nr. 1–3, pp. 106–111.

### Cărți
- Importanța aromânilor pentru România, 1910;
- Les Roumains Koutzo-Valaques. Les populations macedoniennes et la crise balkanique, 1913;
- Colonizarea Cadrilaterului, Institutul Social Român – Secția Sociologică, Fundația Culturală Regală „Principele Carol”, București, 1938, 37 p.;
- Românii din Bulgaria, București, 1938 – în colaborare cu Marin Popescu-Spineni;
- Les Roumains en Bulgarie, Ed. Ramuri, Craiova, 1939 (ediție franceză, italiană, germană);
- Colonizarea macedoromânilor în Cadrilater, Editura Etnologică, col. „Românii de la sud de Dunăre”, 2005 – în colaborare cu Steriu Hagigogu și Vasile Th Muși.